# 앨버트 갤러틴
에이브러햄 알폰스 앨버트 갤러틴(Abraham Alfonse Albert Gallatin, 1761년 1월 29일 ~ 1849년 8월 12일)는 미국의 민속학자, 언어학자, 정치가, 외교관이다. 초창기 미국 정부에서 13년 가까이에 걸쳐 재무장관을 지냈다. 갤러틴은 미국 원주민 관련 연구를 수행했으며, 미국 민족학회를 설립하여 ‘미국 민족학의 아버지’라고도 불린다.

## 생애
1761년, 갤러틴은 스위스 제네바에서 유복한 가정에서 태어났다. 갤러틴은 1780년에 매사추세츠주로 이주하면서, 상업에 종사하기도 했지만, 곧 하버드 대학에서 프랑스어 교수가 되었다. 갤러틴은 펜실베이니아주 페이에트 카운티에 토지를 구입하고 머논가힐라 강에 맞닿은 곳에 집을 지어 1784년에 그곳에 이주했다. (갤러틴이 구입한 토지는 당초 버지니아의 영역이었지만 곧 펜실베이니아로 이관되었다. 현재 갤러틴의 저택은 우정 힐 국립사적지의 일부로 국립공원국이 관리하고 있다.)

### 상원 의원 시절
갤러틴은 펜실베이니아에 정착하면서 곧 활발한 정치 활동을 할 수 있게 되었다. 1789년, 갤러틴은 펜실베이니아 헌법 제정 회의의 일원이 되어, 1790년 의회에 당선되었다. 그리고 갤러틴은 펜실베이니아주 하원 의원을 1792년까지 맡아 재정 정책에 밝은 인물로 높은 평가를 받았다. 갤러틴은 1793년 미국 상원 의원 선거에서도 승리하여, 취임 선서도 실시했지만, 시민권 취득에서 충분한 기간을 경과하지 않았기 때문에 당선이 취소되었다.
1794년 펜실베이니아 서부에서 위스키 반란이 발발하여 5000여명의 농민군이 결집해 기세를 올렸다. 갤러틴이 반란을 원만히 해결하기 위해, 협상 중재에 의한 해결을 모색하였고, 사태는 평온하게 치닫는 듯했다. 그리고 같은 해 갤러틴은 연방 의회의 하원 의원 선거에 출마하여 당선되었고, 이어 1796년, 1798년 선거에서도 승리 제4회부터, 제6회까지 하원에서 의장을 맡았다. 갤러틴은 신생 민주공화당에서 중요한 위치를 담당하고, 재정 문제에 대한 대변인을 맡았다. 당시 의회는 연방당원인 알렉산더 해밀턴이 최대 세력을 장악하고 있었지만, 개런틴은 해밀턴이 내세우는 모든 정책에 대해 계속 반대를 했다.
갤러틴은 민주공화당 간부로서 재정적인 책임을 다하기 위해 올리버 월콧 재무장관에 많은 압력을 행사했다. 또한 갤러틴은 하원 금융위원회(이후 세입위원회) 출범 돕는 한편 갤러틴의 뜻에 반하는 의회 운영에 대해서는 하원 예산을 교묘하게 보류하는 것으로 맞섰다.
예산을 둘러싼 대립 속에서 큰 소리로 욕설이 오갈 정도로 치열한 논의도 있었다. 갤러틴이 해군에 대한 정부 세출 예산의 보류를 결정했을 때에는 연방당에서 격렬한 반감을 샀고, 프랑스의 간첩으로 고발되었다. 1798년에 제정된 외국인, 치안법은 갤러틴의 행동을 억제하고자 하는 토머스 제퍼슨의 의향이 반영된 것이기도 했다.

### 재무 장관 시절
1801년, 토머스 제퍼슨이 대통령에 취임하면서 제퍼슨은 갤러틴을 재무 장관에 임명했다. 갤러틴은 제퍼슨의 다음 대통령인 제임스 매디슨 행정부에서도 재무장관으로 임명되었고 1814년까지 13년간 재무 장관을 계속 역임했다.
갤러틴은 재무 장관 취임 직후부터 연방 예산의 균형적으로 유지하는 것을 중시했고, 큰 성공을 거두었다. 또한 1803년에는 갤러틴의 노력으로 1500만 달러라는 파격적인 가격으로 미시시피강 유역의 토지를 구입하는 것에 성공하면서, 증세도 없이 루이지애나 인수를 하게 되었다. 갤러틴은 그 후에도 미국의 확장을 목표로 루이스 클라크 탐험대 계획을 수립하는 데에도 참여했다.
1812년, 미국이 영국에 선전포고를 하면서 미영 전쟁이 시작되었지만, 연방 정부는 전쟁에 대한 재정적 준비되어 있지 않았다. 전쟁 시작 전년의 1811년 연방 통화 문제 처리와 통화 보관 역할하고 있던 제1 미합중국 은행이 갤러틴의 강한 반대에도 불구하고 폐지되고 또한 유럽 외국인 주주에게 배당금 약 700만 달러를 지불할 필요가 있었다. 그리고 미영 전쟁의 직접적인 군비나 영국의 동맹국과의 통상 정지, 영국 해상 봉쇄에 의한 관세 수입 감소는 미국의 재정 상황을 단번에 적자로 몰아넣게 되었다. 1813년에는 1500만 달러의 수익에 대해 3900만 달러의 지출을 기록했다.
갤러틴은 재정을 건전하게 하기 위해 정부 자금 예탁 대상으로 주 공인 은행 활용을 시도했다. 그러나 각 예탁 은행은 서로 은행권의 수용을 거부했기 때문에 정부 재정의 혼란에 박차를 가했다.
갤러틴은 위스키와 소금에 대한 간접세와 토지와 노예에 대한 직접세의 도입을 할 수 밖에 없었다. 이들은 한때 갤러틴이 비난했던 연방당의 정책과 거의 유사한 것이었기 때문에 갤러틴은 의회에서 맹렬한 항의를 받았다. 또한 갤러틴은 6900만 달러의 적자를 보전하기 위해 채권을 발행하여 군비를 조달했다. 전쟁의 직접 비용은 총 8700만 달러에 달했으며, 결국 재무부 스스로가 재무부 지폐를 발행하여 위기를 극복하게 되었다. 갤러틴은 쓰라린 경험을 하고 종전 후인 1816년에 미합중국 제2 은행의 설립을 지원했다.

### 외교관 시대
1813년, 미영 전쟁 해결을 위한 러시아 제국의 중재로 시작된 평화 회담에서 제임스 매디슨 대통령은 미국 대표로 갤러틴을 파견했다. 영국은 직접 회담을 주장했기 때문에 회담 자체가 이루어지지 않았지만 이후 프랑스에서 협상을 위해 임무를 정리할 필요가 있었기 때문에, 이듬해 1814년, 갤러틴은 재무장관을 사임하게 되었다. 그리고 갤러틴은 미영전쟁 종결을 위한 겐트조약 체결에 즈음하여 평화 교섭 위원 중 한 사람으로 회의에 참석하여 뛰어난 외교적 수완을 발휘했다.
미영 전쟁 종전 후, 프랑스에 잔류하기로 한 갤러틴은 주 프랑스 공사로 매디슨 대통령으로부터 환대를 받았다. 그리고 갤러틴은 1816년에서 1823년까지 대사를 역임한 후, 미국으로 귀국했다. 귀국 후 갤러틴은 민주공화당 미국 부통령 후보로 선출되었지만, 마틴 밴 뷰런의 설득으로 본선 출마를 사퇴했다.
갤러틴은 펜실베이니아의 집에서 조용한 생활을 시도했지만 당시 세계 정세가 갤러틴을 쉴 수 있게 놔두지 않았다. 미국과 영국 사이에서는 아메리카 북서 해안에 따르는 콜럼비아 강 수계를 둘러싸고 많은 논쟁이 발생했다. 이 문제에 대해 갤러틴은 ‘이웃의 원칙’을 주장하여 록키산맥 서쪽의 땅이 미국의 영토인 이상 그에 인접한 토지에 대해 소유권을 주장하는 것은 아무런 하자가 없는 일이라고 주장했다. 그리고 그 후, 이 인접 원칙은 미국이 영토를 서쪽으로 확장하는 정당한 전제로 인정받게 되었다. 그후 갤러틴은 영국으로 건너가 1826년에서 1827년까지 주영 공사를 맡았다.

### 만년
영국 전권 대사를 퇴임 후 갤러틴은 뉴욕으로 이주했다. 갤러틴은 1831년에 뉴욕대학교를 설립하여 하층 계급에서 중층 계급의 시민에게 대학 교육을 제공했다. 또한 같은 해 금융 사상사를 말하는데 있어서는 빠뜨릴 수없는 명저 《미국의 통화와 은행에 관한 고찰》을 발표했다. 그후 갤러틴은 뉴욕 국립 은행(이후 갤러틴 은행으로 개칭됨)의 총재로 취임하였고, 1839년까지 그 직을 맡았다. 그리고 1849년, 갤러틴은 롱아일랜드 섬 애스토리아에서 사망했다. 갤러틴의 시신은 뉴욕 시내의 트리니티 교회 묘지에 매장되었다.

## 민족학
갤러틴은 생애의 대부분을 공직에 바쳤지만, 미국 원주민의 언어와 문화에 대한 연구에도 관심을 가졌다. 갤러틴은 연방 정부의 작품을 통해 알게 된 육군 장관 루이스 카스, 탐험가 윌리엄 클라크, 인디언 국장 토마스 맛케니 등과 종종 만남을 가지면서 정보 수집을 했다. 갤러틴은 원주민 체로키 부족 지도자 존 리지도와도 개인적으로 깊은 친분을 나눴으며, 체로키어 의 어휘와 언어 구조를 배웠다. 그리고 갤러틴은 연구 성과로서 1826년에 《미국 인디언의 언어표》를, 1836년에 《북아메리카 인디언 부족의 개요》를 발표했다. 갤러틴은 연구를 통해 남북 아메리카 원주민이 언어적으로, 문화적으로 관계가 있다는 것을 이끌어 냈고, 남북 아메리카 원주민의 조상은 선사 시대에 아시아에서 이주해온 공통의 조상인 것을 결론내었다.

## 저서
- Considerations on the Currency and Banking System of the United States (1831).
- A Table of Indian Languages of the United States (1826).
- Synopsis of the Indian Tribes of North America (1836).

## 참고 문헌
- Henry Adams, editor. The Writings of Albert Gallatin (3 volumes, 1879).
- Henry Adams.Life of Albert Gallatin (1879).
- Nettels, Curtis P. The Emergence of a National Economy, 1775-1815 (1962).
- Walters, Raymond. Albert Gallatin: Jeffersonian Financier and Diplomat (1957). ISBN 0-8229-5210-6

## 역대 선거 결과
| 선거명        | 직책명                             | 대수 | 정당           | 득표율 | 득표수  | 결과 | 당락                         |
| ------------- | ---------------------------------- | ---- | -------------- | ------ | ------- | ---- | ---------------------------- |
| 1793년 재선거 | 상원의원 (펜실베이니아 제1부)      | 2대  | 반연방주의자당 | 54.88% | 45표    | 1위  | 펜실베이니아주 상원의원 당선 |
| 1794년 선거   | 하원의원 (펜실베이니아 제12선거구) | 4대  | 민주공화당     | 33.12% | 769표   | 1위  | 펜실베이니아주 하원의원 당선 |
| 1796년 선거   | 하원의원 (펜실베이니아 제12선거구) | 5대  | 민주공화당     | 61.71% | 2,522표 | 1위  | 펜실베이니아주 하원의원 당선 |
| 1798년 선거   | 하원의원 (펜실베이니아 제12선거구) | 6대  | 민주공화당     | 58.81% | 3,926표 | 1위  | 펜실베이니아주 하원의원 당선 |
| 1800년 선거   | 하원의원 (펜실베이니아 제12선거구) | 7대  | 민주공화당     | 72.87% | 4,270표 | 1위  | 펜실베이니아주 하원의원 당선 |